# (19919) Pogorelov
(19919) Pogorelov ist ein Asteroid des inneren Hauptgürtels. Er wurde von der russischen Astronomin Ljudmila Iwanowna Tschernych am 8. Oktober 1977 an der Zweigstelle des Krim-Observatoriums (IAU-Code 095) in Nautschnyj entdeckt.
Der Himmelskörper gehört zur Eunomia-Familie, einer nach (15) Eunomia benannten Gruppe, zu der vermutlich fünf Prozent der Asteroiden des Hauptgürtels gehören.
Der Asteroid wurde am 30. März 2010 nach dem sowjetischen Mathematiker russischer Abstammung Alexei Wassiljewitsch Pogorelow (1919–2002) benannt, der sich hauptsächlich mit Geometrie, zum Beispiel der Geometrie konvexer Körper, geometrischer Theorie der Monge-Ampèreschen Gleichungen und Hilberts 4. Problem, aber auch mit angewandter Mathematik (wie der Theorie dünner Schalen in der Statik) beschäftigte.